# Acacia saligna
Acacia saligna é uma espécie de leguminosa do gênero Acacia, pertencente à família Fabaceae.